# Olivella floralia
Olivella floralia är en snäckart som först beskrevs av Pierre Louis Duclos 1853.  Olivella floralia ingår i släktet Olivella och familjen Olividae. Inga underarter finns listade i Catalogue of Life.